# Yua austro-orientalis
Yua austro-orientalis — вид рослин з роду Yua.

## Опис
Гілочки коричневі або сіро-коричневі, тонкі, голі. Вусики роздвоєні. Листя майже шкірясте, 5-листоподібне, черешок 3—6 см. Листкова пластинка оберненояйцеподібно-ланцетна або оберненояйцеподібно-еліптична, від 5 до 9 см завдовжки та від 2 до 4 см завширшки, голі, знизу зазвичай сизуваті, прожилки помітно підняті, бічних жилок 6—9 пар, основа клиноподібна, край 2—5-зубчастий з кожного боку, верхівка гостра, коротко загострена або тупа. Квітконіжки 3—6 мм. Бруньки еліптичні, 2—3,5 мм. Пелюсток 5, розміром приблизно 3 мм. Ягода 1,5—2,5 см у діаметрі, кисло-солодка на смак. Насіння злегка сплющене, 6—8 мм завдовжки та приблизно 5 мм завширшки. Цвіте з травня по липень. Плодоносить з жовтня по грудень.

## Поширення та середовище існування
Вид є ендемічним для В'єтнаму та Китаю (провінції: Фуцзянь, Гуандун, Гуансі, Цзянсі). Зростає у лісах, чагарниках, долинах, на висоті від 100 до 900 метрів над рівнем моря.